# NordLink
NordLink是一条位于挪威和德国之间的1,400兆瓦高压直流输电电缆。这条超过500公里长的电缆以500千伏的电压运行。
NordLink于2021年4月开始投入商业运营。2021年5月27日，NordLink舉行開通儀式。

## 外部鏈接
- 官方网站
- YouTube上的Short presentation – ABB to link Norwegian and German power grids
- 4c page （页面存档备份，存于）